# Список керівників держав 1130 року
Список керівників держав 1129 року — 1130 рік — Список керівників держав 1131 року — Список керівників держав за роками

## Азія

### Західна Азія
- Аббасидський халіфат — халіф Аль-Мустаршид Біллах (1118—1135)
- Анатолійські бейлики —
  - Артукіди — емір Рукн ад-Даула Дауд ібн Сокмен (Хісн Кайф) (1109—1144)
  - Данішмендиди — емір Газі Гюмюштекін (1104—1134)
  - Іналогуллари — емір Ілальді (1110—1142)
  - Менгджуки (Менгучегіди) — бей Дауд (1120—1155)
  - Салтукіди — емір Музаффер Газі (1124—1132)
  - Шах-Арменіди  — бей Сукман II Насир ад-дін (1128—1185
- Антіохійське князівство — Боемунд II, князь (1111—1130)
- Едеське графство — граф Жослен I (1118—1131)
- Єрусалимське королівство — король Балдуїн II (1118—1131)
- Конійський султанат — султан Масуд I (1116—1156)

Ємен —
- Зураїди — амір Саба (? — 1138)
- Наджахіди — амір Фатік II бін Мансур (1124—1137)
- Сулайхіди — емір Арва бінт Ахмад (1086—1138)
- Хамданіди — султан Хумас бін аль-Кубайб (1124—1132)

Кавказ
- Вірменія:
  - Шеддадіди (Анійський емірат) — емір Фадл IV ібн Шавур (1125—1130); Махмуд ібн Шавур (1130—1131)
  - Кілікійське царство — князь Левон I (1129—1137)
  - Сюнікське царство — цар Григор II Сенекеримян (1096—1166)
- Грузія — цар Деметре I (1125—1155, 1155—1156)
- Держава Ширваншахів — ширваншах Манучехр III Великий (1120—1160)

### Центральна Азія
- Газнійська держава (Афганістан) — султан Бахрам-шах (1117—1157)
- Гуріди — малік Ізз уд-Дін Хусайн (1100—1146)
- Персія
  - Баванді (Табаристан) — іспахбад Алі I (1118—1142)

- Середня Азія
  - Держава Хорезмшахів — хорезмшах Ала ад-Дін Атсиз (1127—1156)
  - Східно-Караханідське ханство — хан Ахмед Арслан-хан (1103—1130)
  - Західно-Караханідське ханство — хан Ахмад-хан (1129—1130, 1132); Ібрагім II Богра-хан (1130—1132, 1141—1156)

- Сельджуцька імперія — великий султан Санджар (1118—1153)
  - Дамаський емірат — емір Бурі Таджул-Мулік (1128—1132)
  - Іракський султанат — Махмуд II, султан (1118—1131)
  - Керманський султанат — султан Арслан-шах I (1101—1142)
- Західна Ся — імператор Чунцзун (Лі Ґаньчунь) (1086—1139)

### Південна Азія
- Індія
  - Східні Ганги — Анантаварман Чодагнга, царь (1078—1147)
  - Західні Чалук'я — магараджа Сомешвара III (1127—1138)
  - Держава Хойсалів — перманаді Боттіга Вашнувардхана (1108—1152)
  - Династія Сена — раджа Віджая Сена (1096—1159)
  - Імперія Пала — магараджа Рамапала (1077—1130)
  - Калачурі — раджа Гайякарна (1125—1152)
  - Качарі — цар Біраджвай (бл. 1125 — бл. 1155)
  - Кашмір — цар Джаясімха (1128—1155)
  - Парамара (Малава) — магараджа Наравармандева (1094—1134)
  - Соланка — раджа Джаясімха Сіддхараджа (1093—1143)
  - Чандела — раджа Маданаварман (1128—1165)
  - Чола — магараджа Вікрама Чола (1120—1135)
  - Ядави (Сеунадеша) — магараджа Сінгхана I (1105—1145)
- Шрі-Ланка
  - Полоннарува — цар Вікрамабаху I (1111—1132)

### Південно-Східна Азія
- Кхмерська імперія — імператор Сур'яварман II (1113—1150)
- Дайков'єт — імператор Лі Тан Тонг (1127—1138)
- Далі (держава) — король Дуань Юй (1108—1147)
- Паган — король Ситу I (1112/1113 — 1167)
- Чампа — князь Харіварман V (1114—1139)
- Індонезія
  - Сунда — магараджа Ланглангбхумі (1064—1154)

### Східна Азія
- Японія — Імператор Сутоку (1123—1142)
- Китай (Імперія Сун) — імператор Гао-цзун (Чжао Гоу) (1127—1162)
  - Західне Ся — Чунцзун (Лі Ганьчунь), імператор (1086—1139)
  - Каракитайське ханство (Західне Ляо) — Елюй Даші, гурхан (1124—1143)
  - Цзінь — Ваньянь Уцімай (Тай-цзун), імператор (1123—1135)
- Корея
  - Корьо — ван Інджон (1122—1146)

## Африка
- Альморавіди — імам Алі ібн Юсуф (1106—1143)
- Аксум (Ефіопія) — імператор Гебре Мескель Лалібела (1119—1159)
- Гана — цар Маян Вагаду (1120—1130); Гане (1130—1140)
- Зіріди — емір Аль-Хасан ібн Алі (1121—1163)
- Імперія Гао — дья Алі Кар (бл. 1120 — бл. 1140)
- Кілва — султан Сулейман (1129—1131)
- Мукурра — цар Василій (бл. 1089 — бл. 1130)
- Фатімідський халіфат — халіф Аль-Амір Біахкаміллах (1101—1130)
- Канем — маї Дунама II (1098—1150)
- Нрі — Намоке, езе (1090—1158)
- Хаммадіди — султан Яхья ібн Абд аль-Азіз (1121—1152)

## Європа

### Британські острови
- Шотландія — король Давид I Святий (1124—1153)
- Англія — король Генріх I (1100—1135)
- Уельс:
  - Гвінед — король Гріфід ап Кінан (1081—1137)
  - Королівство Повіс — король Маредід ап Бледін (1075—1102, 1116—1132)

### Північна Європа
- Данія — король Нільс (1104—1134)
- Ірландія — верховний король Тойрделбах Уа Конхобайр (1119—1156)
  - Айлех — король Конхобар мак Домналл (1121—1128, 1129—1136)
  - Дублін — король Діармайт Мак Мурхада (1127—1136, 1162—1166)
  - Коннахт — король Тойрделбах Уа Конхобайр (1106—1156)
  - Лейнстер — король Діармайт Мак Мурхада (1126—1171)
  - Міде — король Мурхад мак Домнайлл Уа Маел Сехлайнн (1106—1127, 1130—1143)
  - Ольстер — король Рагналл Уа Еохада (1127—1131)

- Норвегія — король Сігурд I Хрестоносець (1103—1130)
- Швеція — король Магнус Сильний (1125 — бл. 1130); Сверкер I (1130—1156)

### Франція
король Франції Людовик VI Товстий (1108—1137)
- Аквітанія — герцог Гільйом X Святий (1126—1137)
- Ангулем — граф Вульгрин II (1120—1140)
- Анжу — граф Жоффруа V Плантагенет (1129—1151)
- Бретань — герцог Конан III (1112—1148)
- Герцогство Бургундія — герцог Гуго II Тихий (1103—1143)
- Бургундія (графство) — пфальцграф Рено III (1127—1148)
- Вермандуа — граф Рауль I (1102—1152)
- Макон — граф Рено III (1102—1148)
- Невер — граф Гільйом II (1097—1148)
- Нормандія — герцог Генріх I Англійський (1106—1135)
- Овернь — граф Гільйом VI (бл. 1096—1136)
- Руссільйон — граф Госфред III (1113—1164)
- Тулуза — граф Альфонс I Йордан (1112—1148)
- Шалон — граф Гільйом I (1113—1166)
- Фландрія — граф Тьєррі Ельзаський (1128—1168)

### Священна Римська імперія
імператор Лотар II (1125—1133)
- Баварія — герцог Генріх X Гордий (1126—1139)
- Саксонія — герцог Лотар (1106—1137)
- Швабія — герцог Фрідріх II (1105—1147)

- Австрійська (Східна) марка — маркграф Леопольд III Святий (1095—1136)
- Каринтія — герцог Енгельберт (1123—1134)
- Лувен — граф Готфрід I (1095—1139)
- Лужицька (Саксонська Східна) марка — маркграф Альбрехт Ведмідь (1124—1131)
- Маркграфство Монферрат — маркграф Раньєрі (1111 — бл. 1136)
- Мейсенська марка — маркграф Конрад Великий (1124—1156)
- Північна марка — маркграф Лотар Удо IV фон Штаде (1128—1130); Конрад фон Пльоцкау (1130—1133)

- Богемія (Чехія) — князь Собеслав I (1125—1140)
  - Брненське князівство — князь Вратислав (1126—1129, 1130—1155)
  - Зноймо (князівство) — князь Конрад II (1123 — бл. 1161)
  - Оломоуцьке князівство — князь Вацлав I (1126—1130); Собеслав I (1130—1135)

- Штирія (Карантанська марка) — маркграф Отакар III (1129—1164)
- Рейнский Пфальц — пфальцграф Вільгельм фон Балленштедт (1129—1140)
- Верхня Лотарингія — герцог Симон I (1115—1139)
- Ено (Геннегау) — граф Бодуен IV (1120—1171)
- Намюр (графство) — граф Жоффруа I (1102—1139)
- Люксембург — граф Вільгельм I (1096—1131)

- Голландія — граф Дірк VI (1121—1157)

- Прованс —
  - Альфонс I Йордан Тулузький, маркіз (1112—1148); Рамон Беренгер III Барселонський, граф (1112—1131)

- Савойя — граф Амадей III (1103—1148)

### ЦентральнатаСхідна Європа
- Польща — князь Болеслав III Кривоустий (1102—1138)
  - Померанія — князь Вартислав I (1106—1135)
- Рашка (Сербія) — Урош I, великий жупан (1112—1145)
  - Дукля (князівство) — жупан Георгій Бодінович (1113—1118, 1125—1131)
- Угорщина — король Іштван II (1116—1131)
- Київська Русь — великий князь Мстислав Володимирович Великий (1125—1132)
  - Волинське князівство — князь Андрій Володимирович Добрий (1119—1135)
  - Володимиро-Суздальське князівство — Юрій Долгорукий, князь (1113—1149, 1151—1157)
  - Звенигородське князівство — князь Іван Ростиславич Берладник (1128—1144)
  - Муромське князівство — князь Юрій Ярославич (1129—1143)
  - Новгородське князівство — князь Всеволод Мстиславич (1117—1132, 1132—1136)
  - Переяславське князівство — князь Ярополк Володимирович (1114—1132)
  - Полоцьке князівство — князь Ізяслав Мстиславич (1129—1132)
  - Смоленське князівство — князь Ростислав Мстиславич (1127—1159)
  - Теребовлянське князівство — князь Ростислав Василькович (1124 — бл. 1141)
  - Чернігівське князівство — князь Всеволод Ольгович (1127—1139)

### Іспанія,Португалія
- Ампуріас — граф Понс II (бл. 1116 — бл. 1154)
- Барселона — граф Рамон Беренгер III Великий (1097—1131)
- Кастилія і Леон — король Альфонсо VII (1126—1157)
- Наварра (Памплона) — король Альфонсо I Войовник (1104—1134)
- Пальярс Верхній — граф Артау (Артальдо) III (бл. 1124 — бл. 1167)
- Пальярс Нижній — граф Арнау Міро I (1124—1174)
- Уржель — граф Ерменгол VI (1102—1154)
- Сарагоса (тайфа) — емір Ахмад III ал-Мунстансір (1119—1142)

- Португалія — граф Альфонс Енрікеш

### Італія
- Апулія і Калабрія — герцог Рожер II (1127—1134)
- Венеційська республіка — дож Доменіко Мікеле (1117—1130)
- Капуя і Аверса — князь Роберт II (1127—1135)
- Неаполітанський дукат — герцог Сергій VII (бл. 1123—1137)
- Папська держава — папа римський Гонорій II (1124—1130); Іннокентій II, папа римский (1130—1143)
  - Анаклет II, антипапа (1130—1138)
- Сицилія — великий граф Рожер II (1105—1130)

### Візантійська імперія
- Візантійська імперія — імператор Іоанн II Комнін (1118—1143)

| Історія | Це незавершена стаття з історії. Ви можете допомогти проєкту, виправивши або дописавши її. |